# 二条院三河内侍
二条院三河内侍（にじょういんのみかわのないし 、生没年不詳）は、平安時代末期から鎌倉時代初期の女流歌人。伊賀入道寂念こと加賀守藤原為業の娘（為業の子範玄の娘とも）。三条実綱との間に七条院大納言、従五位下侍従三条公仲を産んでいる。女御家兵衛佐とも呼ばれた。歌人としては、単に三河内侍で二条院三河内侍を指す。

## 経歴
二条天皇の典侍として出仕、後に後白河院の女御藤原琮子の女房となる。実綱以外に左京大夫藤原定隆との間にも子をもうけている。『千載和歌集』以降の勅撰集、歌合等に作品を残している。俊恵を中心とする「歌林苑」にも参加していた。

## 逸話
- 夭逝した二条院を惜しむ人々との歌の贈答が残されている。

## 作品
勅撰集
| 歌集名         | 作者名表記                    | 歌数 | 歌集名         | 作者名表記              | 歌数 | 歌集名         | 作者名表記              | 歌数 |
| -------------- | ----------------------------- | ---- | -------------- | ----------------------- | ---- | -------------- | ----------------------- | ---- |
| 千載和歌集     | 二条院内侍参河 一条院内侍参川 | 2 1  | 新古今和歌集   | 参河内侍                | 1    | 新勅撰和歌集   |                         |      |
| 続後撰和歌集   |                               |      | 続古今和歌集   |                         |      | 続拾遺和歌集   |                         |      |
| 新後撰和歌集   |                               |      | 玉葉和歌集     | 参河内侍 二条院参河内侍 | 1    | 続千載和歌集   |                         |      |
| 続後拾遺和歌集 |                               |      | 風雅和歌集     | 二条院参河内侍 参川内侍 | 2 1  | 新千載和歌集   |                         |      |
| 新拾遺和歌集   | 二条院参河内侍                | 1    | 新後拾遺和歌集 |                         |      | 新続古今和歌集 | 二条院参河内侍 参河内侍 | 1    |

定数歌・歌合
| 名称           | 時期                      | 作者名表記                   | 備考                    |
| -------------- | ------------------------- | ---------------------------- | ----------------------- |
| 住吉社歌合     | 1170年（嘉応2年）         | 女御家兵衛佐元二条院参河内侍 | 藤原修範と番い勝1負1持1 |
| 民部卿家歌合   | 1196年（建久6年）正月20日 | 二条院三河内侍               | 勝1負3持1               |
| 石清水若宮歌合 | 1200年（正治2年）         | 二条院参河内侍               | 藤原隆房と番い勝1負1持3 |

私撰集等
| 名称         | 時期                   | 作者名表記             | 備考  |
| ------------ | ---------------------- | ---------------------- | ----- |
| 続詞花和歌集 | 1165年（永万元年）     | 三河内侍 参河 参河内侍 | 1 3 1 |
| 言葉和歌集   | 1177年（治承元年）頃か | 参河内侍               | 4     |

私家集
- 家集は伝存しない。